# 泉塘街道
泉塘街道为湖南省长沙县所辖，2009年9月设立，范围为原星沙镇辖域京珠高速以东、长永高速以南区域，总面积20.84平方公里，设立时总人口4.5万人，辖6个社区居委会、2个建制村，街道办事处驻东六路泉塘安置区。

## 行政区划
泉塘街道下辖以下村级行政区划单位
板桥社区、小塘社区、泉塘社区、丁家岭社区、长桥社区、星港社区、泉星社会社区、梨江社区和阳高社区。

## 外部連結
- 長沙縣泉塘街道辦事處

## 行政区划
1. ↑  湖南民政信息网 的存檔，存档日期2010-12-20.：《2009年湖南省行政区划调整公告（5号）》（湘民行发[2009]10号）
2. ↑  . 中华人民共和国国家统计局. 2023 （中文（中国大陆））.[]